# Helcon tricolor
Helcon tricolor är en stekelart som beskrevs av Watanabe 1931. Helcon tricolor ingår i släktet Helcon och familjen bracksteklar. Inga underarter finns listade i Catalogue of Life.